# Sieker (Bielefeld)

Der statistische Bezirk Sieker

Sieker ist ein Stadtteil von Bielefeld mit 5513 Einwohnern und ein statistischer Bezirk mit der Nummer 63.

## Geografie
Die Stadt Bielefeld ist unterhalb der zehn Bezirke nicht weiter in administrative oder politische Einheiten gegliedert. Stadtteile sind in Bielefeld daher nur informelle Teilgebiete, deren Abgrenzung sich meist auf das Gebiet einer Altgemeinde bezieht. Zu statistischen Zwecken ist Bielefeld jedoch in 72 „statistische Bezirke“ eingeteilt. Die Altgemeinde Sieker erstreckt sich dabei über Teile der Bezirke Stieghorst und Mitte. Das Gebiet der Altgemeinde entspricht in etwa den statistischen Bezirken Sieker und Rütli (beide Bezirk Stieghorst), Stauteiche/Großmarkt, einem Teil von Königsbrügge, dem Ostteil von Hammer Mühle und dem Südwesten von Heeper Fichten (alle zu Mitte). Diese Teilgebiete umreißen heute etwa den informellen Stadtteil Sieker. Häufig wird der zu Mitte zählenden Teil Siekers auch Untersieker genannt, während der zu Stieghorst zählende Teil als Obersieker bezeichnet wird. Da die Altgemeinde Sieker bereits 1930 ihre Unabhängigkeit verlor, sind die Grenzen der Altgemeinde zunehmend unbekannt. Im engeren Sinne wird daher manchmal auch nur der statistische Bezirk Sieker als maßgeblich für die Grenze des informellen Stadtteils Sieker aufgefasst.
Sieker liegt etwa 3 km östlich des Stadtzentrums und ist mit diesem nahtlos verschmolzen. Legt man das Gebiet der Altgemeinde als Maßstab an, so erstreckt sich Sieker beiderseits des Straßenzugs Otto-Brenner-Straße/Osningstraße. Der südliche Teil gehört zum Stadtbezirk Stieghorst während der Teil nördlich der Oldentruper Straße und westlich der Otto-Brenner-Straße zum Stadtbezirk Mitte gehört. Im Süden Siekers steigt der Nordhang des Teutoburger Walds steil an; diese landschaftlich reizvolle Gegend heißt Sieker Schweiz und wird auch als Klettergebiet genutzt. Der Hof Meyer zu Sieker als ältester Kern des Ortes liegt etwa 400 m nordöstlich der Kreuzung Detmolder Straße/Otto-Brenner-Straße.
Durch Sieker fließen der Mühlenbach und der Lonnerbach, die beide im Teutoburger Wald entspringen und das Gebiet nordwärts in Richtung Lutter (Aa) entwässern.

## Geschichte
Sieker war ursprünglich eine Bauerschaft in der Vogtei Heepen im Amt Sparrenberg der Grafschaft Ravensberg. In der Napoleonischen Zeit gehörte Sieker von 1807 bis 1813 zum Kanton Heepen im Königreich Westphalen. 1816 kam Sieker zum Kreis Bielefeld und gehörte darin zunächst zum Verwaltungsbezirk Heepen, aus dem 1843 das Amt Heepen wurde. 1909 erhielt Sieker aufgrund seines starken Bevölkerungswachstums den eigenen kommunalen Friedhof Sieker.
Am 1. Oktober 1930 wurde Sieker zusammen mit mehreren anderen Gemeinden nach Bielefeld eingemeindet. Nach einer weiteren Gebietsreform im Jahre 1973 wurden in Bielefeld Stadtbezirke eingerichtet. Der auch Obersieker genannte südliche Teil von Sieker kam zum Stadtbezirk Stieghorst; der auch Untersieker genannte nördliche Teil von Sieker kam zum Stadtbezirk Mitte.

## Historische Einwohnerzahlen
| Jahr | Einwohner | Quelle |
| ---- | --------- | ------ |
| 1799 | 0830      | [ 4 ]  |
| 1822 | 1146      | [ 5 ]  |
| 1843 | 1559      | [ 6 ]  |
| 1864 | 1612      | [ 7 ]  |
| 1871 | 1604      | [ 8 ]  |
| 1885 | 1919      | [ 9 ]  |
| 1895 | 3213      | [ 10 ] |
| 1910 | 7230      | [ 11 ] |
| 1930 | 8467      |        |

## Verkehr
An der Kreuzung Detmolder Straße/Otto-Brenner-Straße/Osningstraße befinden sich der Betriebshofder Bielefelder Stadtbahn sowie der Verkehrsknoten „Sieker“, an dem die Stadtbahnlinie 2 endet. Von dort bestehen Busverbindungen in verschiedene Richtungen: nach Dornberg über den Jahnplatz (Linie 24), nach Stieghorst über Hillegossen (Linie 32), nach Milse über Stieghorst und Heepen (Linie 33), nach Oerlinghausen über Hillegossen (Linie 34) sowie nach Senne (Linie 136) und Rütli (Linie 236).
Die Stadtbahnlinie 4 bedient in Sieker die Haltestellen „Sieker Mitte“ nahe der Kreuzung Oldentruper Straße/Otto-Brenner-Straße sowie „Lutherkirche“ und „Roggenkamp“.
Durch Sieker verläuft die Detmolder Straße oder auch bekannt als B 66, was ein wichtiger Autobahnzubringer der A 2 ist.